# Sjeveroistočni cree jezik
Sjeveroistočni cree jezik (ISO 639-3: crl; isto i 	Eastern James Bay Cree Northern Dialect, James Bay Cree Northern), indijanski jezik u području kod James Baya u Kanadi, Quebec, kojim govori oko 5 310 (1997 Quebec Ministere de la Sante et des Services Sociaux) Cree Indijanaca.
Jedan je od članov mj cree [cre] 

## Vanjske poveznice
- Ethnologue (14th)
- Ethnologue (15th)